# 什叶派宗教学者等级
伊斯兰教对于不确定或不可靠的教法问题能够通过“创制”（伊智提赫德）得出结论。有资格进行创制的宗教学者（乌理玛）被称为“穆智台希德”，比如類似於天主教的教父職責；一般来说，在伊朗，他們則被叫做「阿亞圖拉」，宗教学者在宗教学校学习数年后才能成为穆智台希德，什叶派的一些支派，如十二伊玛目派认为，他们分为若干等级。

## 等级
大阿亞圖拉（波斯語：مرجع تقلید，羅馬化：ʾĀyatullāh al-ʿUẓmā），穆智台希德的最高称号，意为“真主最伟大的象征”。如已故伊朗最高领袖何梅尼、现伊朗最高领袖阿里·哈米尼、伊拉克宗教领袖阿里·西斯塔尼。
阿亚图拉（羅馬化：ʾĀyatullāh），较高级的穆智台希德，意为“真主的象征”。如伊朗已故总统阿克巴尔·哈什米·拉夫桑贾尼。
霍贾特伊斯兰，低一層穆智台希德，意为“伊斯兰和穆斯林的证据”。如伊拉克宗教学者穆克塔达·萨德尔。
此外，为数众多的阿訇等最更低階宗教学者，還不属于穆智台希德，被称为“希卡特伊斯兰”，意为“伊斯兰的信任”。
普通人应选择一位穆智台希德作为效仿对象，大阿亚图拉是“效仿渊源”。有时还存在一个“最高效仿渊源”。

## 延伸閱覽
- 吴冰冰，什叶派现代伊斯兰主义的兴起，ISBN 7-5004-4242-4

## 外部連結
- Slate Magazine's "So you want to be an Ayatollah"，講述什葉派教士如何才可以得到「大阿亞圖拉」的銜頭。